# Rezolucja Rady Bezpieczeństwa ONZ nr 394
Rezolucja Rady Bezpieczeństwa ONZ nr 394 została przyjęta jednomyślnie 16 sierpnia 1976 r.
Po przeanalizowaniu wniosku Seszeli o członkostwo w Organizacji Narodów Zjednoczonych, Rada zaleciła Zgromadzeniu Ogólnemu przyjęcie tego państwa do swojego grona.

## Źródło
- UNSCR - Resolution 394